# دورا أكونا
دورا أكونا (بالإسبانية: Dora Gómez Bueno de Acuña)‏ (1903، لوكي في باراغواي - 1987، أسونسيون في باراغواي)؛ كاتِبة، ممثلة، صحفية وشاعرة .